# Andrychów
Andrychów è un comune urbano-rurale polacco del distretto di Wadowice, nel voivodato della Piccola Polonia.
Ricopre una superficie di 100,6 km² e nel 2004 contava 42 933 abitanti.